# Ukraine du Sud
 (septembre 2019).
Si vous disposez d'ouvrages ou d'articles de référence ou si vous connaissez des sites web de qualité traitant du thème abordé ici, merci de compléter l'article en donnant les références utiles à sa vérifiabilité et en les liant à la section « Notes et références ».

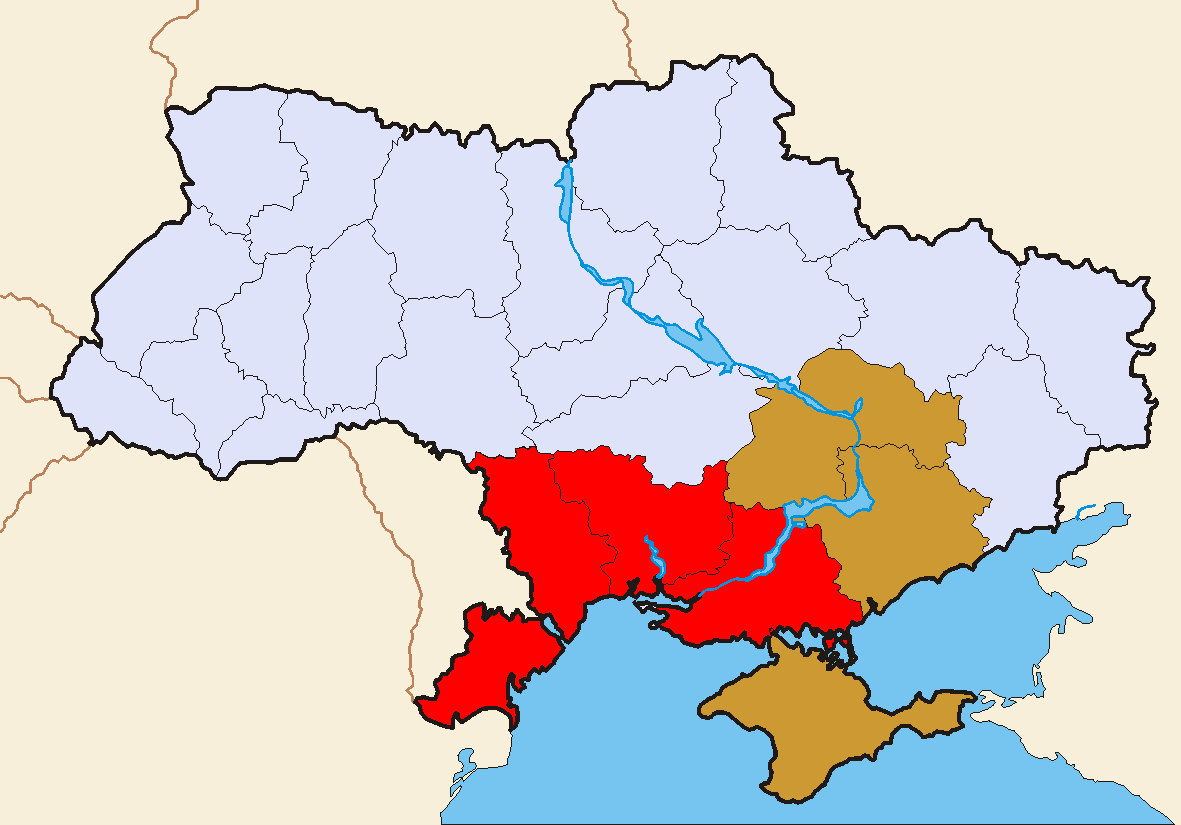
Carte des oblasts considérés comme étant de l'Ukraine du Sud :
Rouge - Toujours inclus
Marron - Souvent inclus

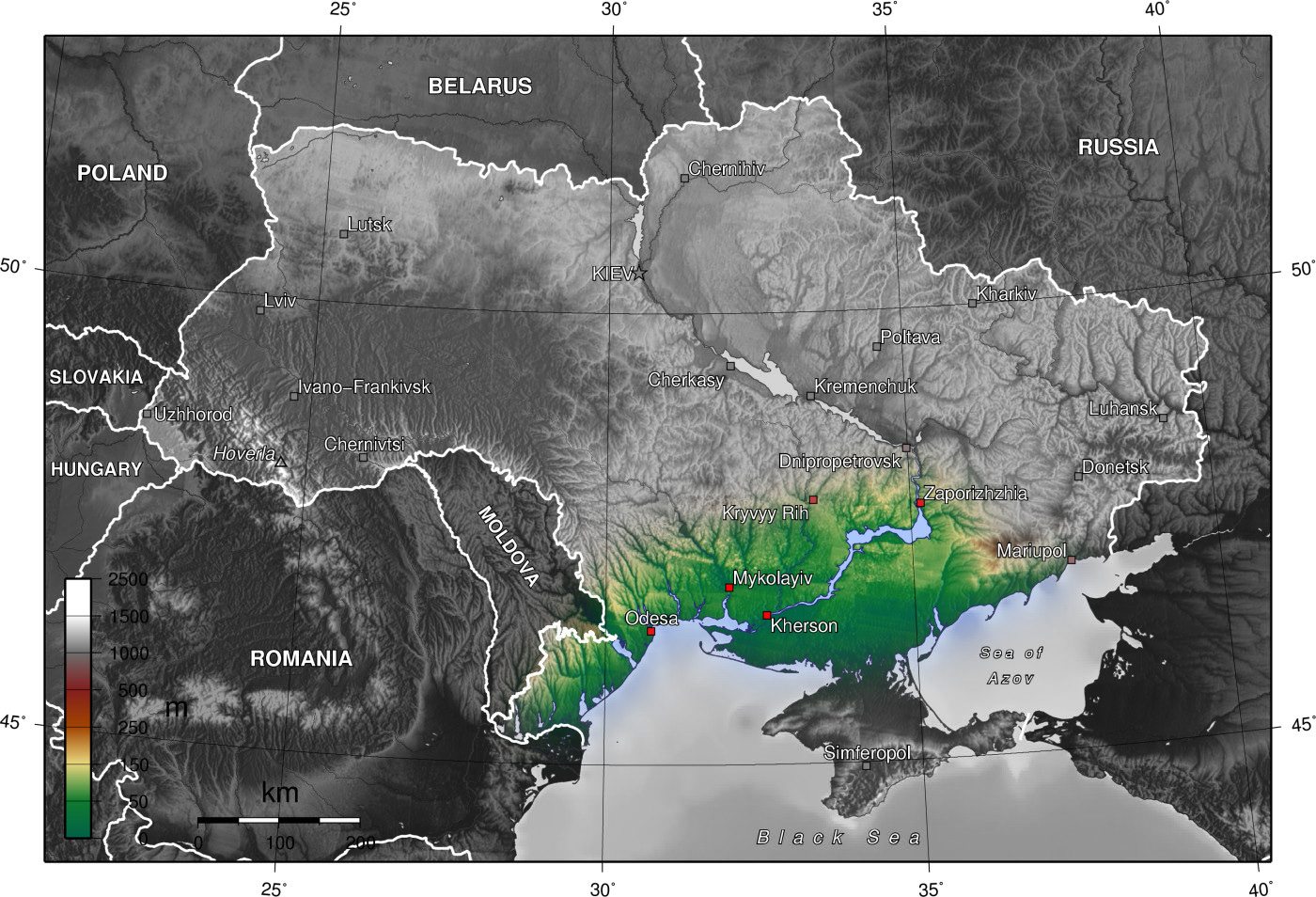
Carte géologique de l'Ukraine du Sud.

L'Ukraine du Sud (en ukrainien : Південна Україна) désigne la partie sud de l'actuelle Ukraine.
De la fin du XVIIIe siècle à 1917, elle était appelée Nouvelle-Russie.

## Oblasts du sud de l'Ukraine
Le sud de l'Ukraine comprend les oblasts de Zaporijia, de Dnipropetrovsk, de Kherson, d'Odessa et de Mykolaïv ainsi que la république autonome de Crimée et Sébastopol.

## Situation en 2014
La Crimée, dont le statut est disputé depuis son annexion de facto à la Russie, est parfois incluse. Ce territoire est toujours sujet à des conflits entre les deux nations.

## Situation en 2022
Le général de division Rustam Minnekayev, commandant adjoint du district militaire central de la Russie, a admis que le but de la "deuxième phase" de l'invasion de l'Ukraine par le pays était de s'emparer pleinement du Donbass et du sud de l'Ukraine, afin d'établir un corridor géographique avec la Transnistrie, nom roumain de la région à cheval sur la Moldavie et l'Ukraine située entre les fleuves Dniestr et Boug méridional, habitée par des populations roumanophones, ukrainiennes et russes.

## Tourisme

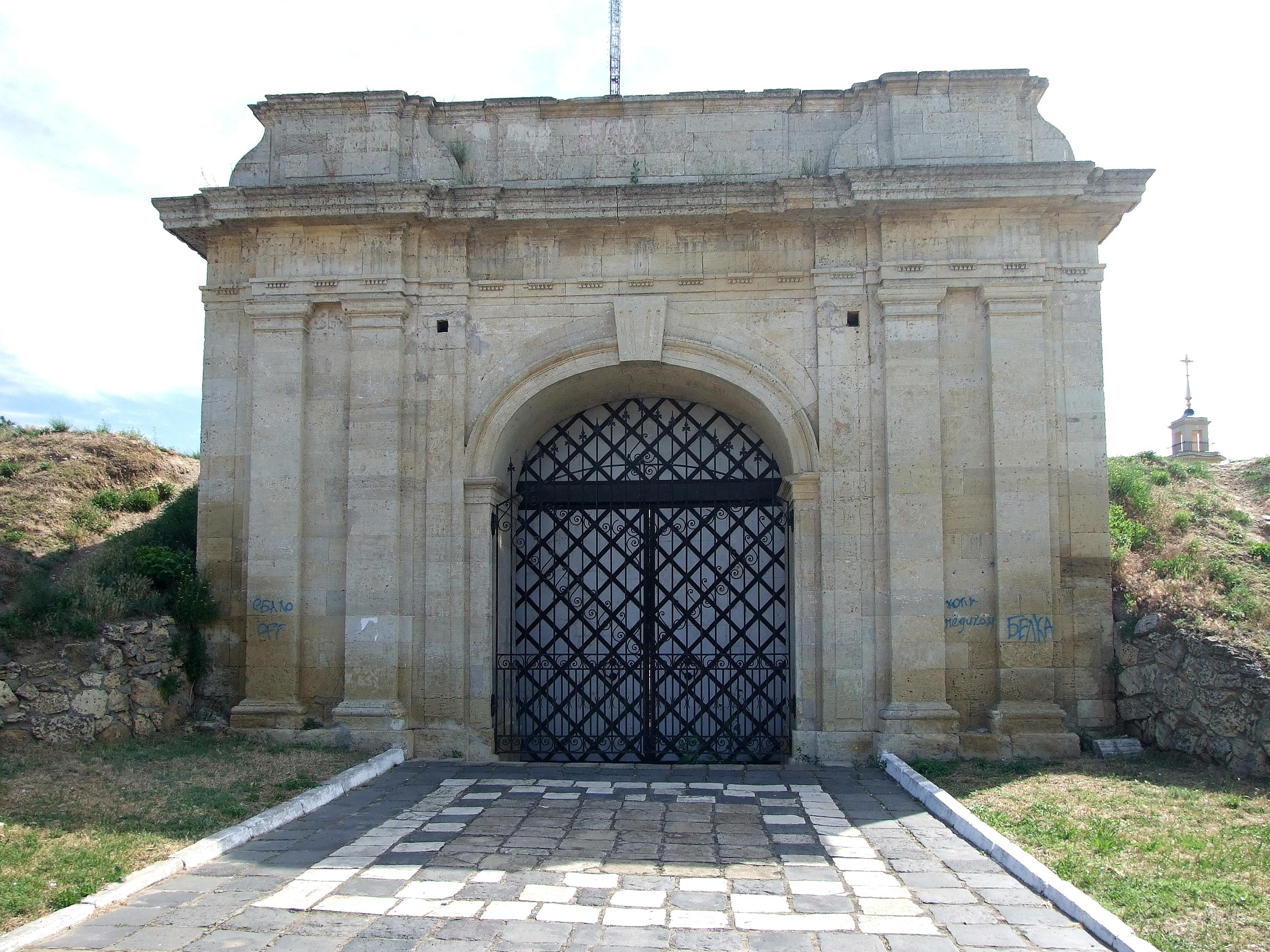
L' portes de la forteresse de Kherson

- La forteresse de Kherson est le premier et principal musée en plein air de la ville de Kherson, première grande ville du sud de l'Ukraine, ainsi qu'un important centre industriel et culturel.
- Le Musée de la Construction Navale et de la Marine est le plus grand musée de Mykolaïv.
- La forteresse de Bilhorod-Dniestr est située dans la Oblast d'Odessa, sur la côte de la mer Noire.
- La Reconstruction de Sitch zaporogue est un musée en plein air situé dans le centre de Zaporijjia.